# Spinicrus stewarti
Spinicrus stewarti is een hooiwagen uit de familie Monoscutidae.